# Zhang Fan
Zhang Fan (22 de agosto de 1984) é uma basquetebolista profissional chinesa.

## Carreira
Zhang Fan integrou a Seleção Chinesa de Basquetebol Feminino, em Londres 2012 que terminou na sexta colocação. 